# 田中玉
田中玉（1869年10月—1935年11月），字薀山，直隷省永平府臨榆縣（今秦皇岛市山海关区）人，清末民初軍事將領。北洋政府、皖系人物。

## 生平

### 北洋陸軍
1884年（光緒10年），淮軍葉志超率領的正定練軍駐扎山海关，設立了随營武備学堂，田中玉入学。他的学堂同學中還有盧永祥、鮑貴卿等後來的北洋系軍人。1885年（光緒11年），他入天津武備学堂砲兵科學習，成績優秀。
1887年（光緒13年）畢業後，田中玉回到葉志超部任職。1894年（光緒20年），在朝鮮的請求下，清廷派葉志超率部赴朝鮮鎮壓甲午農民戰争，田中玉、鮑貴卿等隨軍前往朝鮮。同年7月，甲午戰争爆發，在朝鮮的日軍進攻清軍。葉志超喪失鬥志，逃回中國，遭到懲處。田中玉受牽連被免職。
1895年（光緒21年），袁世凱在天津編成新建陸軍，任田中玉為新建陸軍右翼快砲隊營幫帯。後改任新建陸軍右翼砲隊領官。1899年（光緒25年），他任武衛右軍砲隊統領官。1902年（光緒28年），他任北洋常備軍第1鎮砲隊第1標管帯、参将。 胡适曾著文《海滨半日谈》，主要记录了田中玉自述其在新军中负责采办军械之事。当时他与德国军械公司的代表（曾是其在陆军学校的德籍教员）商谈价格，言“国家练新军，直隶省（田本人即是直隶人）负担最重，钱粮票上每一两银子附加到一块钱”，主动提出从经费中去掉给他的经手费，“至少替国家省去了一千万元的经费”。
1904年（光緒30年）、兩廣總督岑春煊創設廣東省新軍，任用田中玉為協統。1907年（光緒33年）、東三省總督徐世昌任命他為督署練兵處督練公所總参議兼東三省講武堂首任監督。1910年（宣統2年），江蘇巡撫程德全任命他為江蘇新軍第23混成協統領。

### 加入皖系
1911年（宣統3年）辛亥革命爆發，田中玉擺出擁護清朝的姿態。革命派佔優勢後，他棄職北上，被袁世凱任命為山東兗州鎮守使。1912年（民国元年），他代理山東民政長。其間他從日本購入新型大砲，歸国後試射成功，他被讚譽為「北洋砲聖」。1913年（民国2年）7月，他任兗州鎮守使兼任曹州鎮總兵。1915年（民国4年）4月，田中玉被召還北京，任陸軍部次長。同年，袁世凱稱帝，田中玉封一等男爵。
1916年（民国5年）6月袁世凱死去，田中玉成爲段祺瑞的皖系軍閥，任察哈爾特別区都統。1917年（民国6年）4月，他參加了段祺瑞召集的督軍團。7月，吉林督軍孟恩遠因參與張勳復辟而被免職，其吉林督軍一職由田中玉接任。此後由於奉系張作霖的壓力，田中玉回任察哈爾特別区都統。

### 統治山東与兴办教育
1919年（民国8年）11月，田中玉任山東督軍。儘管山東省長屈映光也屬皖系，但因權力、地盤之争而和田中玉對立。起初，第47旅旅長馬良站在屈映光一邊，田中玉顯劣勢。1920年（民国9年）7月，直皖戰争爆發，田中玉未赴主戰場而是留在山東。此後直皖戰争皖系敗北，屈映光失勢，田中玉掌握山東省實權。勝利的直系因需要田中玉辦事，故他得以留任。
1921年（民国10年）田中玉遵照祖母和母亲的意愿在家乡山海关（又称榆关）设立的田氏中学（即今山海关第一中学的前身）落成并开学。此后，他在山海关又相继投资兴办了小高建庄小学、西关小学、罗城小学、南肖庄小学、北戴河海滨小学等八所小学。他每年都回到山海关小住，并且在公馆内接待友人、临榆县绅士及田氏中学的教职员。他还出资十万银元购买了山海关原旗地以及林场，将地租作为办学经费。他为家乡山海关的教育事业做出了巨大贡献。
1923年（民国12年）5月，山東省、江蘇省交界的臨城發生临城劫车案。田中玉受命於北京政府解決事件。田中玉親自和劫匪交渉，使乘客獲得釋放。後因外国使節團就事件發生進行問責，北京政府迫於壓力免去田中玉職務。同年10月，田中玉山東督軍一職被罷免。此後，田中玉離開了軍事、政治舞台，到大連從事實業活動。
1935年（民国24年），田中玉在大連病逝。享年67歳（満66歳）。
田中玉旧居位于天津市。田中玉公馆位于山海关。